# Jorge E. Viñuales

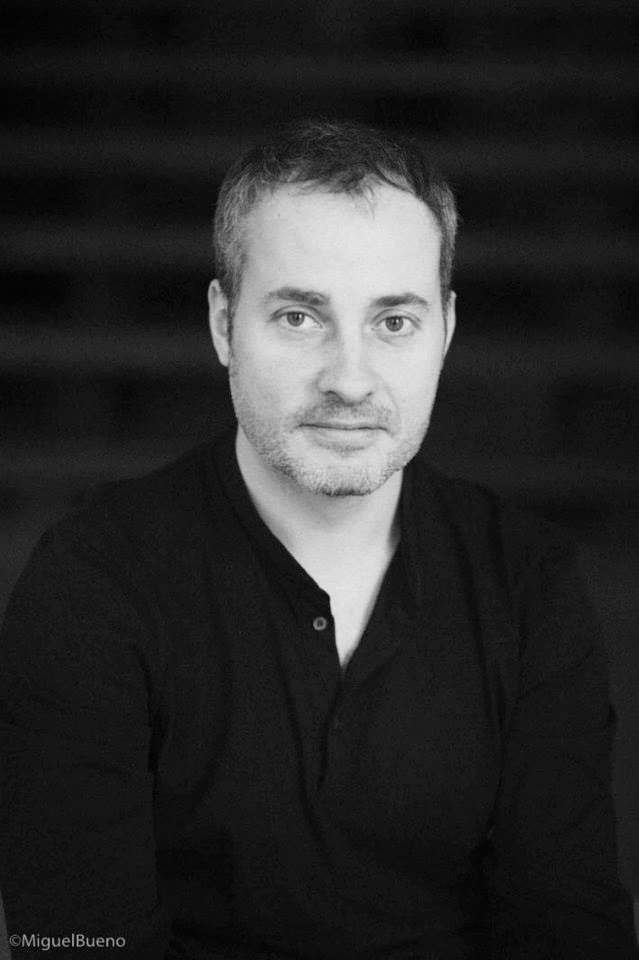
Jorge E. Viñuales

Jorge E. Viñuales (Buenos Aires, 1976) es catedrático de Derecho y Política Medioambiental Harold Samuel de la Universidad de Cambridge, donde también dirige el Centro de Gobernancia del Medio Ambiente, Energía y Recursos Naturales (C-EENRG); es además Profesor Adjunto de Derecho Internacional del Instituto Universitario de Altos Estudios en Ginebra en Suiza. Es también Director de la Sociedad latinoamericana de Derecho Internacional en Ginebra, y ha sido nombrado como Director del Comité de Conformidad del Protocolo sobre Agua y Salud de la Comisión Económica para Europa de las Naciones Unidas (UNECE). 

## Educación
Viñuales nació en Buenos Aires, Argentina, en 1976, en donde asistió a una escuela pública y luego emprendió estudios de leyes y filosofía en Buenos Aires. En Suiza estudió relaciones internacionales, leyes y ciencia políticas, y obtuvo estudios post universitarios en derecho internacional y ciencias políticas. Además, obtuvo una maestría en leyes de la Escuela de Derecho de Harvard, y un Ph.D. En Sciences Po en París.

## Publicaciones
Algunas de sus publicaciones son:
- Declaración de Río sobre el Medioambiente y Desarrollo. Comentario (Oxford Prensa Universitaria, 2015), editor.
- Ley Medioambiental internacional (Cambridge Prensa Universitaria, 2015), con P.-M. Dupuy.
- Inversión extranjera y el Medioambiente en Derecho Internacional (Cambridge Prensa Universitaria, 2012, reimpresión 2015).
- La Fundación de Derecho de Inversión Internacional (Oxford Prensa Universitaria, 2014), coeditado con Z. Douglas y J. Pauwelyn.
- Estimular la Inversión extranjera para Promover la Protección Medioambiental (Cambridge Prensa Universitaria, 2013), coeditado con P.-M. Dupuy.
- Disputa del Medio diplomático y Judicial de Población (El Hague: Martinus Nijhoff, 2012), coeditado con M. Kohen Y L. Boisson de Chazournes.

### Algunas presentaciones públicas
- TEDx Zúrich, Suiza: https://www.youtube.com/watch?v=egof8dgsjwe
- Conferencia de Viena, Austria: https://www.law.cam.ac.uk/press/news/2014/12/professor-jorge-vinuales-addresses-vienna-conference-humanitarian-consequences
- Universitario de Francia: http://www.college-de-france.fr/site/alain-supiot/seminar-2014-06-12-16h30.htm
- Nanjing, China: http://www.wxbgt.com/serie_102868.shtml
- Florianopolis, Brasil: https://www.youtube.com/watch?v=7_e8fvhx7mi
- Ginebra, Suiza: https://www.youtube.com/watch?v=kpo1cbqzxwg

- Datos: Q29018820